# Ведестріца
Ведестріца (рум. Vădăstrița) — комуна у повіті Олт в Румунії. До складу комуни входить єдине село Ведестріца.
Комуна розташована на відстані 154 км на південний захід від Бухареста, 64 км на південь від Слатіни, 67 км на південний схід від Крайови.

## Населення
За даними перепису населення 2002 року у комуні проживали 3757 осіб.
Національний склад населення комуни:
| Національність | Кількість осіб | Відсоток |
| -------------- | -------------- | -------- |
| румуни         | 3756           | > 99,9%  |
| чехи           | 1              | < 0,1%   |

Рідною мовою назвали:
| Мова      | Кількість осіб | Відсоток |
| --------- | -------------- | -------- |
| румунська | 3756           | > 99,9%  |
| чеська    | 1              | < 0,1%   |

Склад населення комуни за віросповіданням:
| Релігія       | Кількість осіб | Відсоток |
| ------------- | -------------- | -------- |
| православні   | 3753           | 99,9%    |
| адвентисти    | 2              | 0,1%     |
| римо-католики | 1              | < 0,1%   |

## Зовнішні посилання
- Дані про комуну Ведестріца на сайті Ghidul Primăriilor